# Người Dahae
Dahae hay Daha (tiếng La Tinh; tiếng Hy Lạp Δάοι, Δάαι Dáoi, Dáai) là một liên minh của ba bộ lạc sinh sống trong khu vực ngay phía đông biển Caspi. Họ nói tiếng Đông Iran.
Đề cập có ngày tháng đầu tiên về liên minh bộ lạc này xuất hiện trong danh sách các dân tộc trong chữ khắc Daeva của vua Ba Tư Xerxes I (519 - 465 trước Công Nguyên). Trong danh sách này về các dân tộc và các tỉnh của Ba Tư dưới thời nhà Achaemenes, người Dahae được nhận dạng trong tiếng Ba Tư cổ như là Dāha và được tiếp theo là nhóm "Saka", những người được liệt kê như là láng giềng của người Dāha. Tuy nhiên, điều chưa rõ là người Dahae có phải là người *Dāha (hoặc *Dåŋha, chỉ được chứng nhận ở dạng giống cái Dahi) của thánh ca Yasht phần 13.144 viết bằng tiếng Avesta hay không. Mối quan hệ từ nguyên học "không là bằng chứng cho thấy hai tên gọi đều cùng chỉ tới cùng một nhóm sắc tộc".
Theo sử gia Hy Lạp thế kỷ thứ 3 trước Công nguyên Berossus, dân tộc Dahae đã đánh bại một cuộc xâm lược của Cyrus II, vua khai quốc của Ba Tư, trên hướng tây bắc sông Syr-Darya vào khoảng năm 529 trước Công nguyên. Ghi chép này mâu thuẫn với tài liệu của Ctesias và Herodotos; hai ông này cho rằng Cyrus đã tấn công bộ tộc Derbices hoặc Massagetae chứ không phải Dahae. Theo sử gia Nga Muhammad A. Dandamaev, có thể lý giải về sự khác biệt giữa tài liệu của Ctesias và Berossus như sau: trong thời đại của Ctesias, người Derbices là một bộ phận của liên minh bộ tộc Massagetae, và cũng là bộ tộc mạnh nhất trong liên minh này. Sang thời đại của Berossus (đầu thế kỷ III trước Công Nguyên), người Dahae đã thay thế vai trò lịch sử của người Massagetae; và do đó, Berossus cho rằng người Dahae mới chính là dân tộc đã đánh nhau với Cyrus trong trận đánh cuối cùng của vua này.
Trong thế kỷ I trước Công nguyên, nhà sử học - nhà địa lý Strabo (Geographika 11.8.1) nói tới người Dahae một cách rõ ràng như là "người Dahae Scythia" ("Scythia" theo cách hiểu của Strabo không nhất thiết phải tương đương với "Sacae"). Không những thế, ông còn đặt người Dahae xa hơn nữa vào khu vực gần với Turkmenistan ngày nay. Sử cũ cũng ghi nhận người Dahae, cùng với các bộ lạc Saka, đã chiến đấu trong hàng ngũ quân đội chủ lực Ba Tư do vua Darius III trực tiếp chỉ huy trong trận Gaugamela. Sau khi Ba Tư bại trận, dân Dahae đã tòng quân cho liên minh Hy Lạp do vua Macedonia Alexandros Đại đế chỉ huy và đã cùng với người Hy Lạp tấn công Ấn Độ. Các đồng tiền Saka tại Syria dưới triều đại Seleukos đôi khi được coi là của người Dahae.
Trong thế kỷ III, một nhánh của người Dahae gọi là người Parni có thể đã nổi lên dưới sự lãnh đạo của vị thủ lĩnh của họ là Arsaces. Họ đã xâm chiếm tỉnh Parthia, vùng đất chỉ vừa mới ngay trước đó tuyên bố độc lập với vương quốc Seleukos, lật đổ vị vua đang trị vì và vua Arsaces I lên ngôi báu. Những vị Hoàng đế nối ngôi ông, tất cả đều tự gọi chính mình là Arsaces và vì thế được nói một cách tổng thể như là nhà Arsaces, cuối cùng đã giành được sự kiểm soát quân sự trên toàn bộ cao nguyên Iran. Như thế, dường như là họ cũng không thể phân biệt được từ người Parthia và cũng có thể được gọi bằng tên gọi đó.
Trong khi từ 'Dahae' được bảo tồn trong tên địa danh 'Dahestan'/'Dihistan' - một địa hạt "trên bờ phía đông biển Caspi" - "một trung tâm đô thị của người Dahae cổ đại (nếu quả thực họ có đô thị như vậy) là hoàn toàn không rõ.".
Từ Dahae theo mặc định không tương đương với dasa của tiếng Phạn trong kinh Vệ Đà. Trong khi hai từ có liên quan về mặt từ nguyên, nhưng không có sự tương đương chức năng có thể chuyển đổi trực tiếp. Trong kinh Vệ Đà, dasa là thuật ngữ mơ hồ có thể có nghĩa để chỉ bất kỳ thứ gì, bao gồm (nhưng không hạn chế) cả tham chiếu tới bộ lạc. Ngay cả trong trường hợp này, nó chỉ có thể nói tới cùng một bộ lạc như là người Dahae chứ không có nghĩa là chắc chắn nói tới. "Người đàn ông", có lẽ là nghĩa đen của gốc từ của tên gọi, xuất hiện trong tên gọi của nhiều bộ lạc và cá nhân. Nếu như các thuật ngữ Iran và Ấn Độ tất cả đều là - ngoài việc có liên quan về mặt từ nguyên - còn tương đương về chức năng, thì sẽ rất khó để giải thích tại sao bộ lạc Avesta từng được đề cao cùng với người Arya lại đồng thời cũng bị phỉ báng như là Daxiiu, người phản Arya..